# Л'Анс-о-Лу
Л'Анс-о-Лу (англ. L'Anse au Loup) — містечко в Канаді, у провінції Ньюфаундленд і Лабрадор.

## Населення
За даними перепису 2016 року, містечко нараховувало 558 осіб, показавши зростання на 1,5%, порівняно з 2011-м роком. Середня густина населення становила 160,5 осіб/км².
З офіційних мов обидвома одночасно володіли 30 жителів, тільки англійською — 530. Усього 10 осіб вважали рідною мовою не одну з офіційних.
Працездатне населення становило 53,2% усього населення, рівень безробіття — 20,7% (16,7% серед чоловіків та 23,3% серед жінок). 89,7% осіб були найманими працівниками, а 6,9% — самозайнятими.
Середній дохід на особу становив $51 169 (медіана $35 499), при цьому для чоловіків — $71 976, а для жінок $31 159 (медіани — $77 824 та $22 528 відповідно).
26,6% мешканців мали закінчену шкільну освіту, не мали закінченої шкільної освіти — 26,6%, 45,9% мали післяшкільну освіту, з яких 14% мали диплом бакалавра, або вищий.
| Статево-вікова структура населення | Статево-вікова структура населення | Статево-вікова структура населення | Статево-вікова структура населення | Статево-вікова структура населення |
| ---------------------------------- | ---------------------------------- | ---------------------------------- | ---------------------------------- | ---------------------------------- |
|                                    |                                    |                                    |                                    |                                    |
| Всього                             | Всього                             | 50,5%49,5%                         |                                    |                                    |
| 0 — 14 років                       | 0 — 14 років                       |                                    | 12,5%                              | 12,5%                              |
| 15 — 64 років                      | 15 — 64 років                      |                                    | 66,1%                              | 66,1%                              |
| 65 і більше                        | 65 і більше                        |                                    | 21,4%                              | 21,4%                              |
| 85 і більше                        | 85 і більше                        |                                    | 2,7%                               | 2,7%                               |
| Середній вік (років)               | Середній вік (років)               | 43,346,2                           | 44,8                               | 44,8                               |
| Медіана (років)                    | Медіана (років)                    | 46,649,4                           | 48,5                               | 48,5                               |
| — чоловіки — жінки                 |                                    |                                    |                                    |                                    |

| Походження мешканців:     | Походження мешканців:     | Походження мешканців: | Походження мешканців: | Походження мешканців: |
| ------------------------- | ------------------------- | --------------------- | --------------------- | --------------------- |
| Походження                |                           |                       | осіб                  | %                     |
| Корінні американці        | Корінні американці        |                       | 105                   | 17.65%                |
| Інше північноамериканське | Інше північноамериканське |                       | 345                   | 57.98%                |
| Європейське               | Європейське               |                       | 260                   | 43.7%                 |
| британське                | британське                |                       | 250                   | 42.02%                |
| французьке                | французьке                |                       | 20                    | 3.36%                 |
| Африканське               | Африканське               |                       | 15                    | 2.52%                 |
| Азійське                  | Азійське                  |                       | 15                    | 2.52%                 |

| Зайнятість населення за галузями (за класифікацією NOC): | Зайнятість населення за галузями (за класифікацією NOC): | Зайнятість населення за галузями (за класифікацією NOC): | Зайнятість населення за галузями (за класифікацією NOC): | Зайнятість населення за галузями (за класифікацією NOC): |
| -------------------------------------------------------- | -------------------------------------------------------- | -------------------------------------------------------- | -------------------------------------------------------- | -------------------------------------------------------- |
|                                                          |                                                          |                                                          |                                                          |                                                          |
| Управління                                               | Управління                                               |                                                          | 7,1%                                                     | 7,1%                                                     |
| Бізнес, фінанси та адміністрування                       | Бізнес, фінанси та адміністрування                       |                                                          | 8,9%                                                     | 8,9%                                                     |
| Природничі та прикладні науки                            | Природничі та прикладні науки                            |                                                          | 3,6%                                                     | 3,6%                                                     |
| Охорона здоров'я                                         | Охорона здоров'я                                         |                                                          | 7,1%                                                     | 7,1%                                                     |
| Освіта, правозахист, муніципальні та урядові служби      | Освіта, правозахист, муніципальні та урядові служби      |                                                          | 10,7%                                                    | 10,7%                                                    |
| Роздрібна торгівля та послуги                            | Роздрібна торгівля та послуги                            |                                                          | 25%                                                      | 25%                                                      |
| Гуртова торгівля, транспорт та обладнання                | Гуртова торгівля, транспорт та обладнання                |                                                          | 32,1%                                                    | 32,1%                                                    |
| Природні ресурси, сільське господарство                  | Природні ресурси, сільське господарство                  |                                                          | 3,6%                                                     | 3,6%                                                     |
| Виробництво                                              | Виробництво                                              |                                                          | 3,6%                                                     | 3,6%                                                     |

## Клімат
Середня річна температура становить 0,8°C, середня максимальна – 16,5°C, а середня мінімальна – -18,2°C. Середня річна кількість опадів – 1 054 мм.
| Клімат поселення                              | Клімат поселення | Клімат поселення | Клімат поселення | Клімат поселення | Клімат поселення | Клімат поселення | Клімат поселення | Клімат поселення | Клімат поселення | Клімат поселення | Клімат поселення | Клімат поселення | Клімат поселення |
| Показник                                      | Січ.             | Лют.             | Бер.             | Квіт.            | Трав.            | Черв.            | Лип.             | Серп.            | Вер.             | Жовт.            | Лист.            | Груд.            |                  |
| Середній максимум, °C                         | −7,2             | −6,39            | −1,32            | 4,24             | 8,99             | 13,96            | 16,39            | 16,50            | 12,54            | 7,26             | 1,62             | −4,66            |                  |
| Середня температура, °C                       | −12,7            | −11,88           | −6,82            | −1,24            | 3,50             | 8,49             | 13,22            | 13,34            | 9,39             | 4,11             | −1,54            | −7,82            |                  |
| Середній мінімум, °C                          | −18,18           | −17,37           | −12,31           | −6,74            | −2,01            | 3,00             | 10,06            | 10,18            | 6,22             | 0,94             | −4,7             | −10,97           |                  |
| Норма опадів, мм                              | 94               | 81               | 75               | 54               | 74               | 101              | 106              | 104              | 95               | 96               | 79               | 95               |                  |
| Середньомісячна швидкість вітру, м/с          | 6.51             | 6.35             | 6.35             | 5.86             | 5.10             | 4.87             | 4.50             | 4.66             | 5.34             | 5.77             | 6.24             | 6.73             |                  |
| Середньомісячна сонячна радіація, кДж/м²·день | 3490             | 6501             | 10870            | 14679            | 17343            | 18718            | 18138            | 15025            | 10748            | 6209             | 3528             | 2554             |                  |
| --------------------------------------------- | ---------------- | ---------------- | ---------------- | ---------------- | ---------------- | ---------------- | ---------------- | ---------------- | ---------------- | ---------------- | ---------------- | ---------------- | ---------------- |
| Джерело:                                      |                  |                  |                  |                  |                  |                  |                  |                  |                  |                  |                  |                  |                  |